# Poggibonsi
Poggibonsi is een gemeente in de Italiaanse provincie Siena (regio Toscane) en telt 28.637 inwoners (31-12-2004). De oppervlakte bedraagt 70,7 km², de bevolkingsdichtheid is 405 inwoners per km².
De volgende frazioni maken deel uit van de gemeente: Mocarello, Staggia Senese, Bellavista.

## Demografie
Poggibonsi telt ongeveer 11.429 huishoudens. Het aantal inwoners steeg in de periode 1991-2001 met 4,0% volgens cijfers uit de tienjaarlijkse volkstellingen van ISTAT.
| Jaar | Inwoneraantal |
| ---- | ------------- |
| 1991 | 26.364        |
| 2001 | 27.420        |

## Geografie
De gemeente ligt op ongeveer 116 m boven zeeniveau.
Poggibonsi grenst aan de volgende gemeenten: Barberino Val d'Elsa (FI), Castellina in Chianti, Colle di Val d'Elsa, Monteriggioni, San Gimignano.

## Geboren
- Alberto Bettiol (1993), wielrenner
- Tommaso Baldanzi (2003), voetballer

Abbadia San Salvatore · Asciano · Buonconvento · Casole d'Elsa · Castellina in Chianti · Castelnuovo Berardenga · Castiglione d'Orcia · Cetona · Chianciano Terme · Chiusdino · Chiusi · Colle di Val d'Elsa · Gaiole in Chianti · Montalcino · Montepulciano · Monteriggioni · Monteroni d'Arbia · Monticiano · Murlo · Piancastagnaio · Pienza · Poggibonsi · Radda in Chianti · Radicofani · Radicondoli · Rapolano Terme · San Casciano dei Bagni · San Gimignano · San Giovanni d'Asso · San Quirico d'Orcia · Sarteano · Siena · Sinalunga · Sovicille · Torrita di Siena · Trequanda
1. ↑  https://demo.istat.it/?l=it.